# Гаршбах
Гаршбах (нім. Harschbach) — громада в Німеччині, розташована в землі Рейнланд-Пфальц. Входить до складу району Нойвід. Складова частина об'єднання громад Пудербах.
Площа — 2,18 км2. Населення становить 414 ос. (станом на 31 грудня 2020).